# Kalbach
Kalbach är en kommun i Landkreis Fulda i Regierungsbezirk Kassel i förbundslandet Hessen i Tyskland. 
Kommunen bildades 1 augusti 1972 genom en sammanslagning av de tidigare kommunerna Mittelkalbach, Oberkalbach och Uttrichshausen.